# Sondrio (métro de Milan)
Pour les articles homonymes, voir Sondrio (homonymie).
Sondrio est une station de la ligne 3 du métro de Milan, située viale Sondrio.